# Édouard Michut
Édouard Michut, né le 4 mars 2003 à Aix-les-Bains en France, est un footballeur français qui évolue au poste de milieu défensif au Fortuna Sittard.

## Biographie

### En club
Né à Aix-les-Bains en France, Édouard Michut est formé par le Paris Saint-Germain. Il signe son premier contrat professionnel avec le club de la capitale le 23 juillet 2020,.
Il joue son premier match en professionnel à 17 ans, le 27 février 2021 face au Dijon FCO, lors de la saison 2020-2021 de Ligue 1. Il entre en jeu ce jour-là à la place de Danilo Pereira et son équipe s'impose par quatre buts à zéro,. 
Il connait sa première titularisation en professionnel le 3 janvier 2022, lors d'une rencontre de coupe de France contre le Vannes OC. Son équipe s'impose ce jour-là par quatre buts à zéro.
Avec sa participation à la saison 2021-2022 avec le PSG, Michut obtient le titre de champion de France, le dixième sacre du club.
Le 31 août 2022, Édouard Michut est prêté au Sunderland AFC pour une saison avec option d'achat,.
Le 23 mai 2023, le club anglais annonce que l'option d'achat pour le joueur (évaluée à 2,5 millions d'euros) ne sera pas levée.
Le 15 septembre 2023, Édouard Michut est prêté à Adana Demirspor pour une saison avec option d'achat. L'option est finalement levée en janvier 2024

### En sélection
Édouard Michut représente l'équipe de France de moins de 17 ans à trois reprises de 2019 à 2020.
Michut joue également avec les moins de 19 ans de 2021 à 2022, pour un total de neuf sélections.
En juin 2024, il participe au Tournoi Maurice Revello avec l'équipe de France espoir.

## Palmarès
Paris Saint-Germain
- Championnat de France (1) : 2022

- Ligue des champions (0)
  - Finaliste : 2020.

## Statistiques
| Saison                | Club                   | Championnat           | Championnat | Championnat | Championnat | Coupe(s) nationale(s) | Coupe(s) nationale(s) | Coupe(s) nationale(s) | Compétition(s) continentale(s) | Compétition(s) continentale(s) | Compétition(s) continentale(s) | Compétition(s) continentale(s) | Total | Total | Total |
| Saison                | Club                   | Division              | M.          | B.          | P.d.        | M.                    | B.                    | P.d.                  | Comp.                          | M.                             | B.                             | P.d.                           | M.    | B.    | P.d.  |
| 2020-2021             | Paris Saint-Germain    | Ligue 1               | 1           | 0           | 0           | -                     | -                     | -                     | C1                             | -                              | -                              | -                              | 1     | 0     | 0     |
| 2021-2022             | Paris Saint-Germain    | Ligue 1               | 5           | 0           | 1           | 2                     | 0                     | 0                     | C1                             | -                              | -                              | -                              | 7     | 0     | 1     |
| Sous-total            | Sous-total             | Sous-total            | 6           | 0           | 1           | 2                     | 0                     | 0                     | -                              | -                              | -                              | -                              | 8     | 0     | 1     |
| 2022-2023             | Sunderland AFC (prêt)  | Championship          | 24+1        | 1+0         | 0+0         | 3                     | 0                     | 0                     | -                              | -                              | -                              | -                              | 28    | 1     | 0     |
| 2023-2024             | Adana Demirspor (prêt) | Süper Lig             | 24          | 0           | 1           | 1                     | 1                     | 1                     | -                              | -                              | -                              | -                              | 25    | 1     | 2     |
| 2024-2025             | Adana Demirspor        | Süper Lig             | 2           | 0           | 0           | -                     | -                     | -                     | -                              | -                              | -                              | -                              | 2     | 0     | 0     |
| Sous-total            | Sous-total             | Sous-total            | 26          | 0           | 1           | 1                     | 1                     | 1                     | -                              | -                              | -                              | -                              | 27    | 1     | 2     |
| 2024-2025             | Fortuna Sittard        | Eredivisie            | 14          | 1           | 0           | 1                     | 0                     | 0                     | -                              | -                              | -                              | -                              | 15    | 1     | 0     |
| Total sur la carrière | Total sur la carrière  | Total sur la carrière | 70          | 2           | 2           | 7                     | 1                     | 1                     | -                              | -                              | -                              | -                              | 77    | 3     | 3     |